# K2-408
K2-408 — одиночная звезда в созвездии Весов на расстоянии приблизительно 512 световых лет (около 157 парсек) от Солнца. Видимая звёздная величина звезды — +11,93m. Возраст звезды оценивается как около 7,376 млрд лет.
Вокруг звезды обращается, как минимум, одна планета.

## Характеристики
K2-408 — жёлтый карлик спектрального класса G7V, или G7, или G8V. Масса — около 0,813 солнечной, радиус — около 0,784 солнечного, светимость — около 0,417 солнечных. Эффективная температура — около 5571 К.

## Планетная система
В 2022 году командой астрономов, работающих с фотометрическими данными в рамках проекта Kepler K2, было объявлено об открытии планеты K2-408 b.